# Convention sur l'immatriculation des objets lancés dans l'espace extra-atmosphérique
- État ayant ratifié
- État ayant signé mais n'ayant pas ratifié

La Convention sur l'immatriculation des objets lancés dans l'espace extra-atmosphérique (communément appelée Convention sur l'immatriculation) est un traité international adoptée par l'Assemblée générale des Nations Unies par la résolution 3235 (XXIX) du 12 novembre 1974,. Elle est entrée en vigueur le 15 novembre 1976. En mars 2025, elle avait été ratifiée par 77 États,.
La Convention exige que les États fournissent aux Nations Unies des détails sur l’orbite de chaque objet spatial. Un registre des lancements était déjà tenu par les Nations Unies à la suite d'une résolution de l'Assemblée générale en 1962,.
La Convention sur l’immatriculation et quatre autres traités relatifs au droit de l'espace sont administrés par le Comité des utilisations pacifiques de l’espace extra-atmosphérique, un comite de la première commission de l'Assemblée générale des Nations unies.
L' Agence spatiale européenne, l'Organisation européenne pour l'exploitation de satellites météorologiques, l'Organisation européenne de télécommunications par satellites et l'Organisation internationale des télécommunications spatiales Interspoutnik ont soumis des déclarations d'acceptation des droits et obligations conformément à la Convention.

## Principales stipulations

### Immatriculation et registres nationaux
En premier lieu, la Convention impose aux États partie d'immatriculer les objets qu'ils lancent dans l'espace extra-atmosphérique, sur une orbite terrestre ou au-delà et de les inscrire sur un registre qu'ils sont tenus de constituer.
Les États parties doivent en outre contribuer à l'identifications d'objets sur la demande du Secrétaire général des Nations Unies ou d'un État partie qui a subi un dommage du fait d'un objet spatial qu'il n'est pas possible d'identifier.

### Registre international
En second lieu, la Convention prévoit l'obligation pour les États parties de transmettre des informations de leur registre national au Secrétaire général des Nations unies, qui tient lui-même un registre public.
Le registre est tenu par le Bureau des affaires spatiales des Nations Unies (UNOOSA), à Vienne, et comprend:
- le nom de l'État de lancement ;
- un indicateur approprié de l'objet spatial ou son numéro d'immatriculation ;
- la date et le territoire ou lieu de lancement ;
- les paramètres orbitaux de base (période nodale, inclinaison, apogée et périgée) ;
- et la fonction générale de l'objet spatial.

Les États parties doivent également notifié au Secrétaire général des informations sur les objets mis en orbite terrestre mais qui ne s'y trouvent plus.
Des informations sur les objets enregistrés sont disponibles sur le site de l'UNOOSA.

## États parties
La Convention est entrée en vigueur le 15 septembre 1976 pour les États qui avaient déposé leur instrument de ratification jusqu'à cette date. Pour les États qui ont ratifié après cette date, la Convention entre le vigueur le jour du dépôt de leur instrument de ratification, selon le paragraphe 4 de l'article VIII de la Convention. Il y a actuellement 77 États parties à la Convention.
| État partie                     | Signature         | Dépôt de l'instrument de ratification |
| ------------------------------- | ----------------- | ------------------------------------- |
| Afrique du Sud                  | —                 | 27 janvier 2012                       |
| Algérie                         | —                 | 7 mars 2007                           |
| Allemagne                       | 2 mars 1976       | 16 octobre 1979                       |
| Antigua-et-Barbuda              | —                 | 13 décembre 1988                      |
| Arabie saoudite                 |                   | 18 juillet 2012                       |
| Argentine                       | 26 mars 1975      | 5 mai 1993                            |
| Arménie                         | —                 | 19 janvier 2018                       |
| Australie                       | —                 | 11 mars 1986                          |
| Autriche                        | 14 octobre 1975   | 6 mars 1980                           |
| Bahreïn                         | —                 | 6 juillet 2021                        |
| Biélorussie                     | 30 juin 1975      | 26 janvier 1978                       |
| Belgique                        | 30 juin 1975      | 24 février 1977                       |
| Brésil                          | —                 | 17 mars 2006                          |
| Bulgarie                        | 4 février 1976    | 11 mai 1976                           |
| Canada                          | 14 février 1975   | 4 août 1976                           |
| Chili                           | —                 | 17 septembre 1981                     |
| Chine                           | —                 | 17 septembre 1981                     |
| Colombie                        | —                 | 10 janvier 2014                       |
| Costa Rica                      | —                 | 14 octobre 2010                       |
| Cuba                            | —                 | 10 avril 1978                         |
| Chypre                          | —                 | 6 juillet 1978                        |
| Corée du Nord                   | —                 | 10 mars 2009                          |
| Corée du Sud                    | —                 | 14 octobre 1981                       |
| Danemark                        | 12 décembre 1975  | 1er avril 1977                        |
| Djibouti                        | —                 | 14 juillet 2022                       |
| États-Unis                      | 24 janvier 1975   | 15 septembre 1976                     |
| Espagne                         | —                 | 20 décembre 1978                      |
| Finlande                        | —                 | 15 janvier 2018                       |
| France                          | 14 janvier 1975   | 17 décembre 1975                      |
| Grèce                           | —                 | 27 mai 2003                           |
| Hongrie                         | 13 octobre 1975   | 28 octobre 1977                       |
| Inde                            | —                 | 18 janvier 1982                       |
| Indonésie                       | —                 | 16 juillet 1997                       |
| Italie                          | —                 | 8 décembre 2005                       |
| Japon                           | —                 | 20 juin 1983                          |
| Kazakhstan                      | —                 | 11 janvier 2001                       |
| Koweït                          | —                 | 28 avril 2014                         |
| Liban                           | —                 | 28 avril 2004                         |
| Libye                           | —                 | 6 janvier 2010                        |
| Liechtenstein                   | —                 | 26 février 1999                       |
| Lituanie                        | —                 | 8 mars 2013                           |
| Luxembourg                      | —                 | 27 janvier 2021                       |
| Mexique                         | 19 décembre 1975  | 1er mars 1977                         |
| Mongolie                        | 30 octobre 1975   | 10 avril 1985                         |
| Monténégro                      | —                 | 23 octobre 2006                       |
| Maroc                           | —                 | 19 septembre 2012                     |
| Pays-Bas                        | —                 | 16 janvier 1981                       |
| Nouvelle-Zélande                | —                 | 23 janvier 2018                       |
| Nicaragua                       | 13 mai 1975       | 11 juillet 2017                       |
| Niger                           | 5 août 1976       | 22 décembre 1976                      |
| Nigeria                         | —                 | 6 juillet 2009                        |
| Norvège                         | —                 | 28 juin 1995                          |
| Oman                            | —                 | 10 février 2022                       |
| Pakistan                        | 1er décembre 1975 | 27 février 1986                       |
| Paraguay                        | —                 | 19 janvier 2023                       |
| Pérou                           | —                 | 21 mars 1979                          |
| Pologne                         | 4 décembre 1975   | 22 novembre 1978                      |
| Portugal                        | —                 | 2 novembre 2018                       |
| Qatar                           | —                 | 14 mars 2012                          |
| Roumanie                        | —                 | 9 février 2023                        |
| Royaume-Uni,                    | 6 mai 1975        | 30 mars 1978                          |
| Russie                          | 17 juin 1975      | 13 janvier 1978                       |
| Serbie,                         | —                 | 12 mars 2001                          |
| Seychelles                      | —                 | 28 décembre 1977                      |
| Slovaquie                       | —                 | 28 mai 1993                           |
| Slovénie                        | —                 | 20 février 2019                       |
| Saint-Vincent-et-les-Grenadines | —                 | 27 avril 1999                         |
| Suède                           | 9 juin 1976       | 9 juin 1976                           |
| Suisse                          | 14 avril 1975     | 15 février 1978                       |
| République tchèque              | —                 | 22 février 1993                       |
| Turquie                         | —                 | 21 juin 2006                          |
| Ukraine                         | 11 juillet 1975   | 14 septembre 1977                     |
| Émirats arabes unis             | —                 | 7 novembre 2000                       |
| Uruguay                         | —                 | 18 août 1977                          |
| Venezuela                       | —                 | 3 novembre 2016                       |

### Signataires qui ne sont pas parties
Trois États ont signé la Convention, mais ne l’ont pas ratifiée.
| État      | Signature        |
| --------- | ---------------- |
| Burundi   | 13 novembre 1975 |
| Iran      | 27 mai 1975      |
| Singapour | 31 août 1976     |

### Organisations acceptant les droits et obligations
Plusieurs organisations intergouvernementales, qui ne peuvent être parties à la Convention, ont néanmoins notifié au Secrétaire général des Nations Unies qu’elles acceptaient les droits et obligations de la Convention.
| Organisation                                                               | Notifié        |
| -------------------------------------------------------------------------- | -------------- |
| Organisation européenne pour l'exploitation des satellites météorologiques | 10 July 1997   |
| Agence spatiale européenne                                                 | 2 January 1979 |
| Organisation européenne de télécommunications par satellite                | 10 June 2014   |
| Interspoutnik Organisation internationale des communications spatiales     | 10 July 2018   |

## Propositions
Une résolution de l'Assemblée générale de décembre 2007, adoptée par consensus, recommandait que les données soient étendues pour inclure: 
- le temps universel coordonné comme référence temporelle pour la date de lancement ;
- les kilomètres, minutes et degrés comme unités standard pour les paramètres orbitaux de base ;
- toute information utile relative à la fonction de l'objet spatial en plus de la fonction générale demandée par la Convention sur l'immatriculation ;
- l'emplacement de l'orbite géostationnaire, le cas échéant ;
- tout changement de statut dans les opérations (par exemple, lorsqu'un objet spatial n'est plus fonctionnel) ;
- la date approximative de décomposition ou de réentrée ;
- la date et les conditions physiques du déplacement d'un objet spatial vers une orbite de stockage ;
- les liens Web vers des informations officielles sur les objets spatiaux.

## Contexte
Depuis de nombreuses années, l’inquiétude existe face au nombre croissant de satellites morts ou inactifs dans l’espace. Ces débris s'accumulent la partie de l’espace proche de l’orbite géostationnaire et constituent une menace majeure, car toute collision entraînerait de graves dommages ou la perte de satellites. En 2021, près de 12 000 objets étaient enregistrés dans l'index en ligne de l'UNOOSA des objets lancés dans l'espace extra-atmosphérique.